# دودمان هتومی

نشان و پرچم هتومی‌ها

لوون دوم پادشاهی ارمنی کیلیکیه پسر نداشت، فقط دختری داشت به نام زابل که پس از مرگ پدرش در ۱۲۲۰ میلادی برتخت سلطنت نشست و یک شورای نیابت سلطنت هم دستیار او شد. در واقع ارمنستان جدید در طول شش سال بعد (۱۲۲۰–۱۲۲۶) به وسیله یکی از آن نایب السلطنه‌ها یعنی بارون بزرگ کنستانتین اداره می‌شد که از سرداران قدیمی لوون دوم بود و زمام همه امور مملکت را در دست خود گرفت.
کنستانتین به یکی از خانواده‌های مشهور ارمنی به نام «هتوم» اهل لامپرون منسوب بود، خانواده‌ای که پیش از آنکه از خانواده دودمان روبنی بشود مدت‌ها یکی از عوامل نفوذ امپراتوری روم شرقی در کشور پادشاهی ارمنی کیلیکیه بشمار می‌رفت.
همینکه لوون دوم وفات یافت بارون بزرگ کنستانتین ناگزیر شد از کشور در برابر نظرات سوء مردی از حکمرانان انطاکیه که مدعی بود از خانواده روبن ارمنی است دفاع کند. آن مرد به کیلیکیه وارد شد و حتی شهر تارس را نیز اشغال کرد، لیکن کنستانتین در مامیسترا شکست داد و او را اسیر کرد.
کنستانتین که در فکر به شوهر دادن «زابل» و پیدا کردن پادشاهی برای کشور ارمنستان جدید بود زابل را به فیلیپ پسر بوهموند امیر انطاکیه شوهر داد، و «فیلیپ» همینکه پس از ازدواج با زابل بر تخت سلطنت ارمنستان نشست معلوم شد که آلت دست پدرش است و سیاستش آشکارا بر این مدار دور می‌زند که عمال لاتینی را جانشین ارمنی کند و ارمنستان جدید را به انطاکیه ضمیمه نماید.
کنستانتین وقتی چنین دید فیلیپ را از ارمنستان بیرون راند و زابل را به عقد پسر خودش هتوم درآورد.
«هتوم» که از ۱۲۲۶ تا ۱۲۷۰ میلادی سلطنت کرد مؤسس سلسله هنومی شد سلسله‌ای که بجای سلسله روبنی – دودمان باگراتونی زمام امور کشور را در دست گرفت.

## تاریخ
تُرکان قونیه با استفاده از این هرج مرج قسمت بیشتر ولایت ایسوری واقع در غرب کشور را اشغال کرده بودند و هتوم سلطنت خود را با پس گرفتن نواحی متصرفی آنان آغاز کرد. در برابر قدرت سلاطین ممالیک مصر که پس از غلبه بر صلیبیون خود را به عنوان بزرگترین و قوی‌ترین حریف ارمنستان جدید نشان داده بودند، هتوم به مغولان متکی شد. در زمان هجوم مغولان به فرماندهی چنگیزخان که آسیای صغیر را تهدید می‌کرد، ارمنستان جزو اتحادیه کشورهای آناتولی بود (که بیشترشان از ترکان سلجوقی بودند) و این اتحادیه قوای مغولان را وادار به عقب‌نشینی کرد؛ ولی پس از مرگ چنگیزخان یکی از نوادگانش به نام اوگتای‌خان به سمت جنوب یعنی به ممالک مسلمان سوریه و میان‌رودان که خراجگزار ممالیک مصر بودند روی آورد.
هتوم پیمان اتحادی با اوگتای‌خان بست. در آن بهره از زمان رقیب و دشمن دیرینه اش سلطان تُرک قونیه که «غیاث الدین» نام داشت و از مغولان شکست خورده بود خود و خانواده اش به ارمنستان جدید آمدند و در آنجا پناهنده شدند. مغولان تسلیم او را از هتوم خواستند، هتوم از تسلیم دشمنش که اینک پناهنده و مهمان او بود خودداری کرد و بنا به رسم و سنت شرقیان پسر خود لوون را تسلیم نمود. مغولان از این حرکت هتوم متأثر شدند و روابط خوبی با او برقرار کردند.
نیروهای ارمنی به نیروهای مغول که به فرماندهی هولاکوخان برادر اوگتای‌خان بود ملحق شدند. نقشه متحدین این بود که سوریه و فلسطین را متصرف شوند تا اورشلیم را آزاد سازند، چون مغولان گفته بودند که می‌خواهند اورشلیم را به مسیحیان پس بدهند و خود به تصرف سوریه و میان‌رودان اکتفا خواهند کرد. ارمنیان و مغولان نیروهای خود را در استان شانلی‌اورفه گردآوردند و سلطان حلب را مغلوب ساختند؛ ولی در آن بهره از زمان اوگتای‌خان مغول درگذشت و هولاکوخان ناچار شد برای احراز جانشینی برادرش به آسیای مرکزی مراجعت کند. ممالیک مصر با استفاده از این فرصت، توانستند لشکریان مغول را که از فرمانده و رهبر خود محروم مانده بودند پس برانند سپس انطاکیه را متصرف شدند و آنگاه به ارمنستان جدید حمله بردند، دشت کیلیکیه را اشغال کردند و در آنجا دست به فجایع و به خرابکاریهای بیشمار زدند.
هتوم که به قسمت کوهستانی کشور پناه برده بود ناچار شد برای تأمین صلح و امنیت ارمنستان «قلعه دربساک» [Castle Derbesak] (قلعه‌ای در شمال شهر انطاکیه) را به پادشاه مصر تسلیم نماید. هتوم تاج و تخت را به پسرش لوون سوم واگذار کرد. لوون سوم که از ۱۲۷۰ تا ۱۲۸۹ میلادی سلطنت کرد ابتدا ناچار شد با شورش بعضی از نجبای ناراضی ارمنی مقابله کند. سلطان مصر از این موقعیت استفاده کرد تا بار دیگر به ارمنستان جدید حمله‌ور شود. وی توانست دشت کیلیکیه را متصرف شود و در ۱۲۷۳ میلادی وارد شهر تارس شد و بناهای آنجا را به آتش کشید. بسیاری از ساکنان آن شهر را قتل‌عام کرد و بقیه را به اسارت بردند.
پادشاه و باقی‌مانده سپاهیان ارمنی طبق معمول توانستند به کوهستان‌های توروس عقب بنشیند و به مقاومت ادامه بدهند. بدین گونه قلعه سیس پایتخت کشور در برابر همه حملات دشمنان مقاومت کرد. سپس در ۱۲۷۶ میلادی لوون سوم توانست تمامی نیروهای ارمنی را به دور خود جمع نماید و دست به حمله متقابل بزند. وی توانست سپاهیان دشمن را به کمینگاهی بکشاند و در آنجا آنان را قلع و قمع کند. پادشاه مصر در آن جنگ زخمی شد و خود را به دمشق رسانید ولی بر اثر جراحات زخم کشته شد. سلطان تُرک قونیه از این واقعه استفاده کرده و قسمت غربی کشور ارمنستان را اشغال کرده بود. لوون سوم همینکه نیروهای ممالیک را از کشور بیرون راند روی به سوی ترکان سلجوقی برگردانید و آنان را وادار به عقب‌نشینی کرد.
لوون سوم پس از آن سپاهیان خود را با سپاهیان مغول درآمیخت و به اتفاق به سوریه حمله‌ور شدند. لشکریان ارمنی و مغول با لشکر سلطان مصر در حمص و بر ساحل رود اورونت روبرو شدند. نبرد نزدیک بود با پیروزی نیروهای ارمنیان و مغول به پایان برسد که ناگاه در اواخر روز فرمانده مغولان که منکو تیمور نام داشت به سپاهیان خود فرمان عقب‌نشینی داد. بر اثر این عمل لوون سوم ناچار شد به ارمنستان بازگردد. خان مغول که از شنیدن این خبر سخت خشمگین شده بود منکورتیمور و سپاهیان او را به سبب این عمل نامعلوم تنبیه سختی کرد، بدین ترتیب که دستور سر همه سرداران را بریدند و سربازان نیز محکوم شدند به اینکه لباس زنانه به تن کنند.
جانشین لوون سوم پسرش هتوم دوم بود. وی در برابر سلاطین مقتدر ممالیک مصر که آخرین آثار دولتهای صلیبی بر سواحل مشرق زمین را از بین برده بودند به متکی شدن به مغولان ادامه داد. همچنین کوشید تا با امپراتوری بیزانس و قبرس که با ارمنستان جدید آخرین کشورهای مسیحی باقی‌مانده در خاور نزدیک و در خاورمیانه بودند، روابط دوستانه برقرار کند. به پیروزی از این نقشه یکی از خواهران خود به نام «مریم» را به میخائیل نهم و خواهر دیگرش «زابل» را به آموری دوتیر برادر هانری دوم پادشاه قبرس به زنی داد.
هتوم دوم که نویسنده و مورخی برجسته بود چندین بار در یک صومعه معتکف شد تا وقت خود را صرف مطالعه و تألیف بکند و در آن مواقع امور سلطنت را به دست برادرانش (توروس و سمپات و کنستانین) می‌سپرد لیکن هر بار که اوضاع و احوال ایجاب می‌کرد از صومعه بیرون می‌آمد و باز زمام امور را به دست می‌گرفت.
هتوم دوم از همان ابتدای سلطنتش ناچار شد حمله سلطان مصر را متحمل شود که به ارمنستان درآمد و رومکلا اقامتگاه «کاتولیکوس» ارمنیان را محاصره کرد. این حمله در ۱۲۹۲ صورت گرفت و پس از ۳۳ روز محاصره که رومکلا تسلیم شد سپاهیان مصر مردم آنجا را قتل‌عام کردند و کاتولیکوس را با خود به اسارت بردند. هتوم دوم سرانجام توانست قوای سلطان مصر را از ارمنستان عقب برانند. سلطان مصر که برای مقابله با صلیبیونی که اسکندریه را محاصره کرده بودند ناچار شد سپاهیان خود را فراخواند کاتولیکوس اسیر را آزاد کرد و با هتوم دوم پیمان صلح منعقد نمود.
چند سال بعد نایب السلطنه دمشق به اسم سوسمش در راس سپاهیان خود به ارمنستان حمله‌ور شدند ولی هتوم دوم او را شکست داد و مجبورش کرد که عقب بنشیند. سپس پادشاه ارمنستان که متحد مغولان بود به فرمان غازان پسر ارغون سوریه را به تصرف درآورد. هدف از این حمله این بود که تا خاک فلسطین پیش بروند و اورشلیم را آزاد سازند. خان مغول ناچار شد با قوای خود بی درنگ به ایران برگردد تا شورشی را که در آن کشور روی داده بود سرکوب کند.
سپاهیان ارمنی که به امان خود رها شده بودند به چند پیشرفتی نایل آمدند، لیکن سرانجام ناگزیر شدند در برابر نیروهای اسلام که از لحاظ عده برآنان برتری داشتند و نیز به سبب تلفات سنگینی که متحمل شده بودند از تعقیب نقشه خود دست بردارند و برگردند.

## آخرین فرمانروایان سلسله هتومی (۱۳۰۰ تا ۱۳۴۲ میلادی)
در حدود اواخر سلطنت هتوم دوم، تعادل قوای به سبب گرویدن تدریجی مغولان به دین اسلام به زیان ارمنستان بهم خورد. بدین جهت در سال ۱۳۰۴ میلادی محمد خدابنده الجایتو جانشین غازان خان با سپاهیان مغول خویش به ارمنستان حمله‌ور شد. دشت کیلیکیه تبدیل به خرابه گردید و شاه و سپاهیانش ناگزیر به کوهستان‌های توروس عفب نشستند و در آنجا سنگر گرفتند. پس از رفتن مغولها ترکان سلجوقی سلطان‌نشین قونیه و ممالیک مصر کشور را اشغال کردند تا به غارت ادامه بدهند و آنچه را که مغولان باقی گذاشته بودند ببرند.
هتوم دوم در راس لشکریان خود به سپاهیان دشمن که با غارت و غنیمت آماده بازگشت به کشور خود بودند حمله آورد و چنان شکست خونینی به آنان وارد آورد که ۷۰۰۰ کشته بر جای گذاشتند، بدین گونه سلطان مصر و ترکان سلجوقی (سلجوقیان) هر دو ناگزیر به عقد پیمان صلح شدند.
در برابر از دست رفتن اتحاد با مغولان، هتوم دوم درصدد برآمد تا این ضایعه را از سمت اروپا جبران کند. از آنجا که دل بستن به امکانات دخالت دنیای غرب که نفوذ پاپ در آن روبه زوال و انحطاط می‌رفت و دولتهای ملی نوظهور در آن فکری بجز منافع شخصی خویش نداشتند امید بی ثمری بیش نبود هتوم دوم و جانشینانش ناچار درصدد برآمدند تا کمک دربار واتیکان و مسیحیت را برای خود تحصیل کنند، و این کار را با تدارک اتحاد کلیسای ارمنی با کلیسای کاتولیک عملی سازند.
هتوم دوم توانست اسقف بزرگ ارمنستان «کاتولیکوس گره گوار هفتم» ملقب به «آناوارزاتسی» را با نظرات خویش همراه سازد و امر عملی کردن این اتحاد را به جانشین و برادرزاده خود لوون چهارم سلطنت کرد واگذاشت. ملت ارمنی که همواره و با سرسختی تمام در بند استقلال کلیسای خود بودند سر به شورش برداشتند و سپس در دورانی از سردرگمی و ندانم کاری مغولان را به کمک خواستند و مغولان کشور را اشغال کردند و لوون چهارم و هتوم دوم را به قتل رساندند.
جانشین لوون چهارم، اُشین که ناچار شد اول مغولان را از مملکت بیرون کند. این فرمانروای خردمند پس از آن به کار سازماندهی مجدد کشور و تقویت دولت و مملکت پرداخت وی دژها را مستحکم کرد و سازمان تازه‌ای به لشکر داد. کلیسای باشکوه شهر (تارس) طرسوس حال تبدیل به مسجد شده یکی از کارهای اوشین بود.
در سیاست خارجی اوشین به سیاست اسلاف خود که تلاش در راه جلب کمک فعال اروپاییان بود ادامه داد. نشانه این سمت‌گیری ازدواجهایی بود که با خانواده فرمانروایان غربی انجام داد. نخست با «ایزابل دولوزینیان» دختر هوگس سوم ازدواج کرد و سپس
ژان دانژو برادر زاده روبرت شاه ناپل و دختر فیلیپ دانژو را که بعدها امپراتور لاتینی بیزانس شد به عقد خویش درآورد. اوشین به تلاش‌های لازم برای اتحاد با کلیسای کاتولیک نیز ادامه داد لیکن با ملاحظه کاری و احتیاطی بیش از اسلافش تا ملت را به شورش واندارد.
لوون پنجم جانشین اُشین شد او نخست ناگزیر شد با شورشی مقابله کند که از طرف عوامل ملی ارمنی بر پا شده بود، عواملی که ناراضی بودند از اینکه دربار سلطنت ارمنی به سبب ازدواج فرمانروایانش با شاهزاده خانمهای غربی و کاتولیک مذهب کم‌کم حالت لاتینی به خود می‌گرفت.
لوون پنجم که خود نیز با کنستانس آراگونی بیوه «هانری دوم لوزینیان» (پادشاه قبرس) ازدواج کرده بود آن شورش را سرکوب نمود، ولی بلافاصله ناگزیر شد با حمله تازه‌ای از طرف ناصر سلطان مصر که از ممالیک بود مقابله کند. ناصر می‌خواست آخرین دولت مسیحی باقی‌مانده بر ساحل خاور زمین یعنی ارمنستان را هم از بین ببرد و نگذارد این نقطه اتکای گرانبها برای مغرب زمین که ممکن بود دنیای مسیحیت در صورت تعرضی تازه و تهدید دنیای اسلام از ان استفاده کند بر جای بماند، با ترکان سلجوقی و ترکمنان متحد شد و ارمنستان را اشغال نمود.
ارمنستان که اروپا او را تنها به هوای نیروهای خودش رها کرده بود این بار نیز با روح قهرمانی ملت ارمنی نجات یافت. سپاه ارمنیان خود را در درون کوه‌ها پنهان کرد و توانست سلطان ممالیک را در گردنه‌ای غافلگیر و قلع و قمع کند. بر اثر این شکست سلطان مصر ناچار به قبول یک صلح سازشکارانه شد، بدین معنی که تن به یک متارکه پانزده ساله داد و متعهد شد که به خرج خود قلعه ویران شده "لاژازو (آیاس)" [lajazzo (aias)] و سایر دژهای ویران شده ارمنی را از نو بسازد. در عوض ارمنستان هم متعهد شد که نیمی از درآمدهای گمرکی خود را به مصر بپردازد.
لوون پنجم فریب وعده‌های توخالی کمک از طرف فیلیپ ششم پادشاه فرانسه و دربار واتیکان را خورد و به تشویق آنان جنگ با سلطان مصر را از سر گرفت. کمک مغرب زمین بجای نیروهایی که وعده داده بودند به یاری او بفرستند به چند هزار فلورن طلا محدود شد. ممالیک کشور ارمنستان را اشغال و شاه ناچار به کوهستان‌ها پناه برد. دیری نگذشت که مجبور شد شرایط صلح سلطان پیروزمند مصر را بپذیرد. سلطان مصر به بقای ارمنستان رضایت داد به این شرط که نامبرده به انجیل سوگند یاد کند از آن پس روابطی با مغرب زمین نداشته باشد.
با مرگ لوون پنجم از سلسله هتومی که فرزندی از خود برجای نگذاشت تاج و تخت کشور ارمنستان به خانواده لوزینیان منتقل گردید و پادشاهی جدیدی به نام دودمان لوزینیان به وجود آمد.